# ميخائيل جاكوبس
ميخائيل جاكوبس (بالإنجليزية: Michael Jacobs)‏ هو منتج أفلام وكاتب سيناريو أمريكي، ولد في 28 يونيو 1955 في هايلاند بارك في الولايات المتحدة.

## وصلات خارجية
- ميخائيل جاكوبس على موقع IMDb (الإنجليزية)
- ميخائيل جاكوبس على موقع ألو سيني (الفرنسية)
- ميخائيل جاكوبس على موقع أول موفي (الإنجليزية)
- ميخائيل جاكوبس على موقع قاعدة بيانات برودواي على الإنترنت (الإنجليزية)
- ميخائيل جاكوبس على موقع قاعدة بيانات الفيلم (الإنجليزية)
- ميخائيل جاكوبس على موقع كينوبويسك (الروسية)